# كفر قنصوة
قرية كفر قنصوة هي إحدى القرى التابعة لمركز السنبلاوين في محافظة الدقهلية في جمهورية مصر العربية. حسب إحصاءات سنة 2006، بلغ إجمالي السكان في كفر قنصوة 3536 نسمة، منهم 1766 رجل و1770 امرأة.